# فرانسيسكو روبرت
فرانسيسكو روبرت (بالإيطالية: Francesco Lauri)‏ هو رسام إيطالي، ولد في 1610 في روما في إيطاليا، وتوفي بنفس المكان في 1635.